# 게오르크 폰 합스부르크로트링겐
게오르크 폰 합스부르크(독일어: Georg von Habsburg, 1964년 12월 16일 ~ )는 독일 태생의 헝가리 외교관이다. 그는 오스트리아에서는 게오르크 합스부르크 로트링겐, 헝가리에서는 합스부르크 예르지, 일부 국제 언론에서는 그의 예명인 오스트리아의 게오르크 대공으로 불린다.